# Grand magasin de Paris (Budapest)
Le Grand magasin de Paris (en hongrois : Párizsi Nagy Áruház, précédemment Divatcsarnok) est un édifice situé dans le 6e arrondissement de Budapest. 
Il fut construit en 1882 selon les plans de Gusztáv Petschacher pour héberger un casino, et transformé en 1909 en grand magasin à la française.
Il abrite depuis 2009 la librairie Alexandra au rez-de-chaussée, le prestigieux salon Lotz du premier étage servant de café.

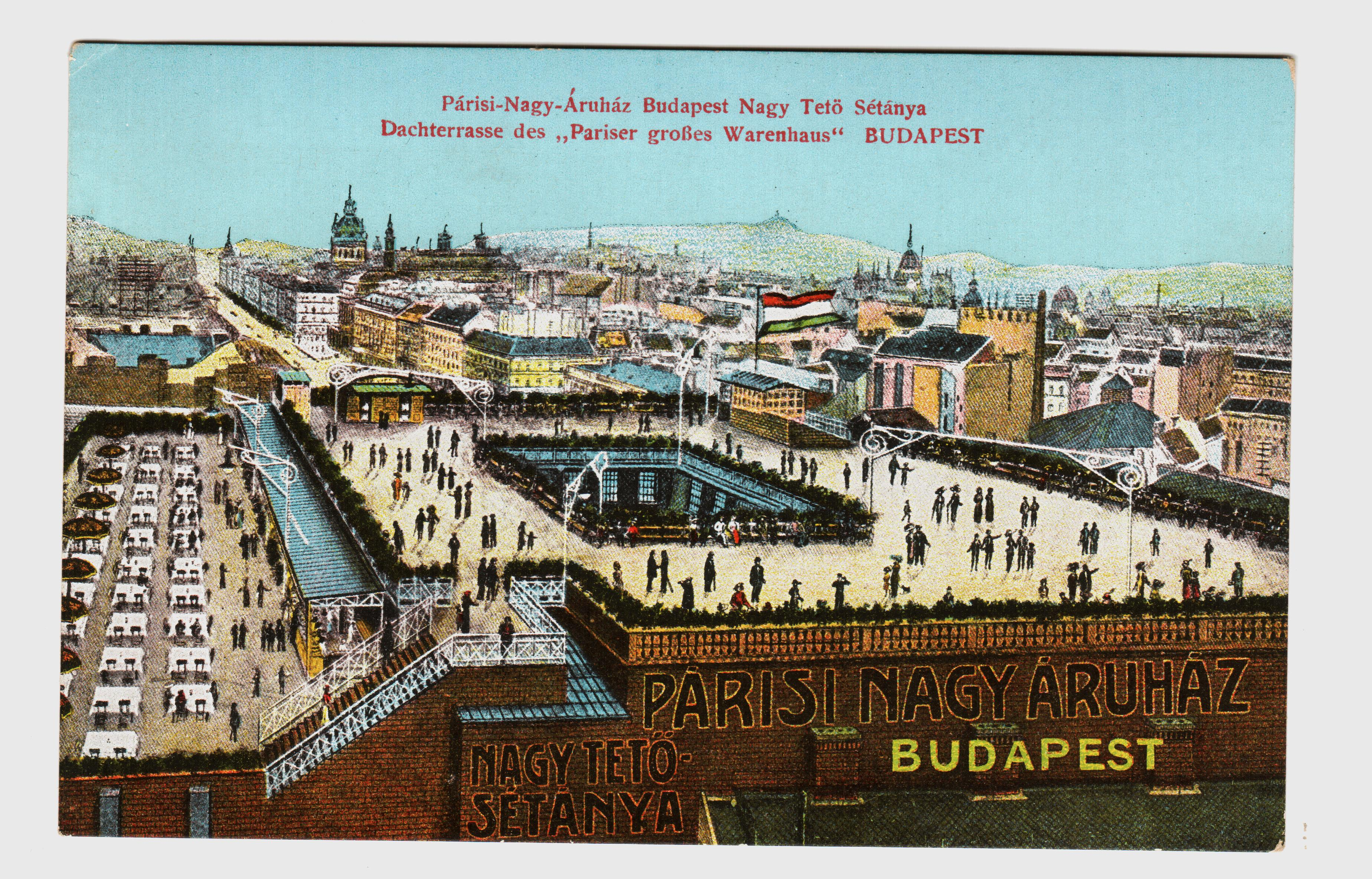
La terrasse en 1911
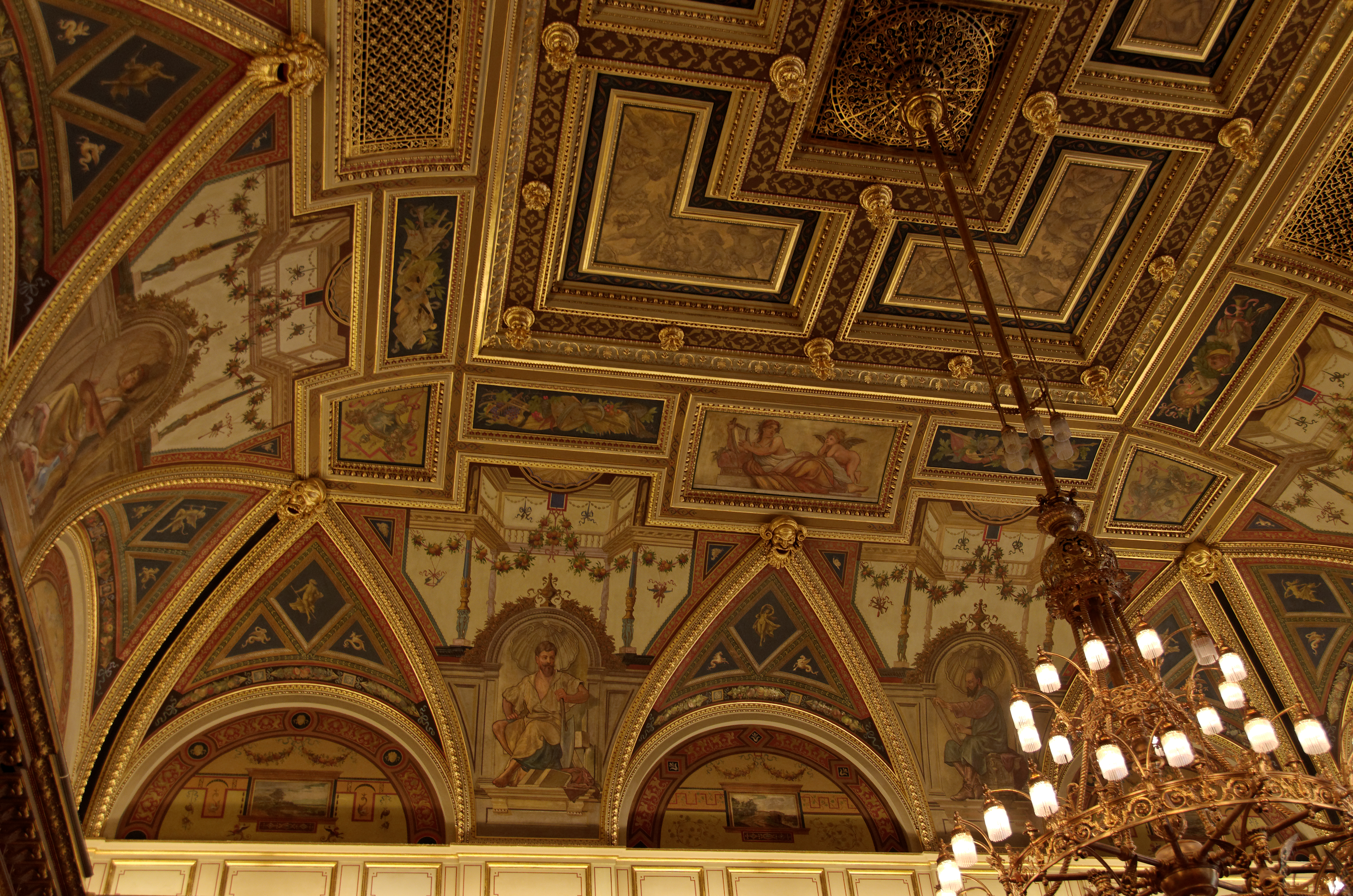
Plafond du salon Lotz